# Ganaș (alimentație)

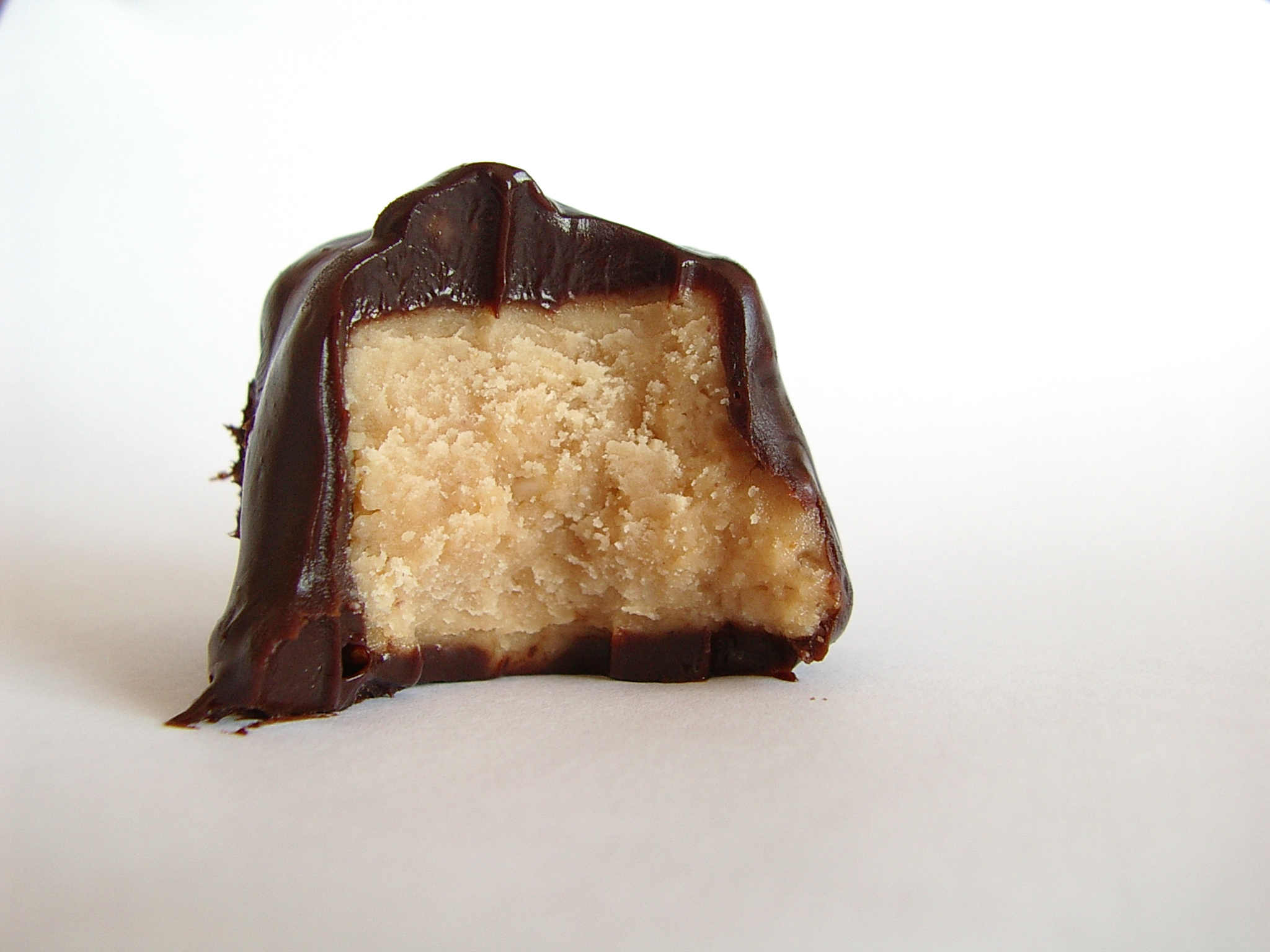
Un cub de ganaș acoperit de unt de arahide și ciocolată.

Ganaș (din franceză ganache /gɑˈnɑːʃ/) este o cremă de patiserie pe bază de ciocolată, frișcă și unt (sau lapte și unt sau combinații ale tuturor), utilizată ca umplutură sau pentru învelirea prăjiturilor și a fursecurilor. 
Se obține, în principiu, prin încorporarea de ciocolată în frișcă, nebătută. Frișca se înfierbântă, dar nu se fierbe, după care se ia de pe foc și se toarnă peste bucățele de ciocolată simplă, de orice tip, amestecând în cercuri mici. Consistența ganașului depinde de proporția ciocolată-frișcă, în general de 1:1 pentru glazuri, creme și 2:1 pentru bombonerie. Pentru a-l aera, poate fi de asemenea bătut, câtă vreme nu s-a răcit prea tare. Se folosește la prăjituri.          